# Vidameer
Het Vidameer is een met ijs bedekt zoutwatermeer in de Victoriavallei, een van de Droge Valleien van McMurdo op Antarctica. Het meer, een van de grootste in de Droge Valleien, blijft vloeibaar water bevatten aangezien de saliniteit (zoutgehalte) van het water meer dan zeven keer hoger is (27%) dan zeewater (3,5%).
Onderzoekers ontdekten het meer, samen met 2800 jaar oude micro-organismen, onder negentien meter ijs.